# Ravel Andrade
Ravel Andrade (Porto Alegre, 28 de noviembre de 1993) es un actor, cantante y compositor brasileño. Se dio a conocer por sus actuaciones en varias series de televisión, como Eduardo en "Rock Story"y Diego en la tercera temporada de la serie "Sessão de Terapia".
Desde 2017 también es vocalista del dúo de MPB Beraderos junto a Danilo Mesquita.